# Indigofera simplicifolia
Indigofera simplicifolia är en ärtväxtart som beskrevs av Jean-Baptiste de Lamarck. Indigofera simplicifolia ingår i släktet indigosläktet, och familjen ärtväxter. Inga underarter finns listade i Catalogue of Life.